# یواس‌اس پولاک (اس‌اس-۱۸۰)
یواس‌اس پولاک (اس‌اس-۱۸۰) (به انگلیسی: USS Pollack (SS-180)) یک زیردریایی بود. این زیردریایی در سال ۱۹۳۶ ساخته شد.